# Şarkışla

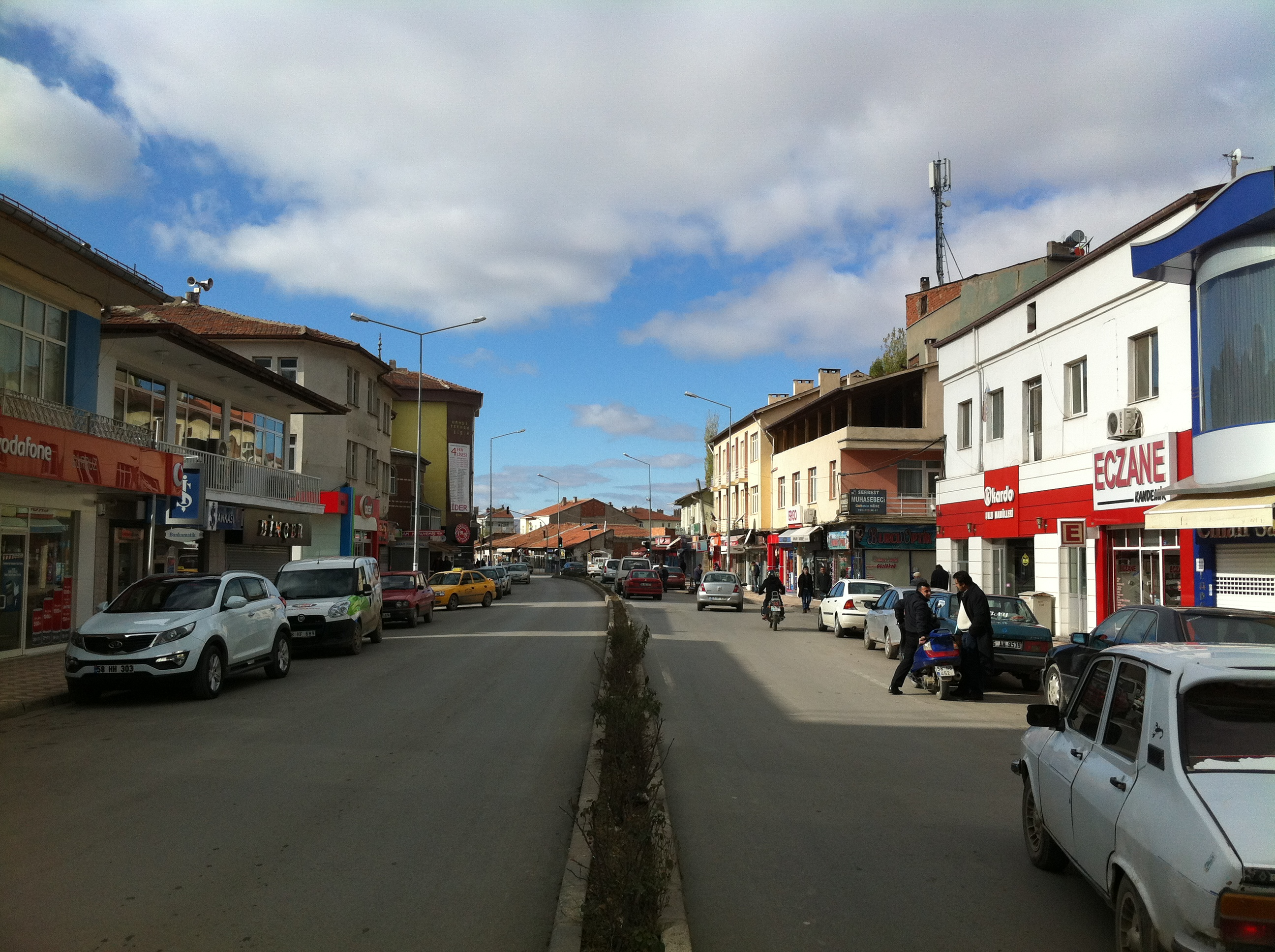

Şarkışla ist die zweitgrößte Stadt der zentralanatolischen Provinz Sivas und Hauptort des gleichnamigen Landkreises (İlçe) dort. Die Stadt liegt ca. 84 Straßenkilometer (Luftlinie: ca. 68 km) südwestlich der Provinzhauptstadt Sivas an der Eisenbahnstrecke Sivas-Kayseri. Außerdem kreuzen sich in der Stadt die Fernstraßen D 260 und D 851. Laut Stadtsiegel erhielt der Ort 1873 den Status einer Gemeinde (Belediye). Die Stadt hieß früher Tenos oder Ténous. 
Der Landkreis Şarkışla grenzt im Norden an den Kreis Yıldızeli, im Osten an den zentralen (Merkez) Landkreis Sivas und den Kreis Altınyayla und im Südwesten an den Kreis Gemerek. Im Nordwesten bildet die Provinz Yozgat und im Süden die Provinz Kayseri die Außengrenze.
Der Landkreis (bzw. Kaza als Vorläufer) Tenos bestand schon vor der Gründung der Türkischen Republik 1923. Zur ersten Volkszählung 1927 hatte er eine Einwohnerschaft von 50.207 (in 155 Ortschaften auf 3.425 km² Fläche), der Verwaltungssitz zählte 2.687 Einwohner. Bereits 1935 wird in den Unterlagen der Kreis Şarkışla gelistet (VZ: 58.076 Einw.). Der Kreis gab 1953 den westlichen Teil seines Territoriums an den neugebildeten Kreis Gemerek ab, 1990 einen kleineren Teil im Südosten an den neuen Kreis Altınyayla.
Die Hochschule Aşık Veysel Meslek Yüksekokulu wurde 1994 gegründet.
Ende 2020 besteht der Kreis Şarkışla neben der Kreisstadt (23.834) aus zwei weiteren Belediye (Gemeinden): Gürçayır (1.892) und Cemel (1.400 Einw.). Des Weiteren zählen noch 95 Dörfer (Köy) mit durchschnittlich 118 Bewohnern zum Kreis. Kızılcakışla (1.179) ist das größte Dorf, Samankaya (763), Gümüştepe (674) und Akçakışla (578 Einw.) haben über 500 Einwohner. Kızılcakışla und Akçakışla sind ehemalige Belediye, die 2013 zum Dorf zurückgestuft wurden. 27 Dörfer haben mehr Einwohner als der Durchschnitt, 61 weniger als 100 Einwohner. Die Bevölkerungsdichte des Kreises liegt unter dem Provinzwert, der städtische (urbane) Bevölkerungsanteil liegt bei 70,80 Prozent.

## Persönlichkeiten
- Aşık Veysel Şatıroğlu (1894–1973), Musiker und Dichter
- Turan Dursun (1934–1990), Religionskritiker und Bürgerrechtler
- Muhsin Yazıcıoğlu (1954–2009), Politiker
- Nebahat Albayrak (* 1968), niederländische Politikerin